# Limnonectes malesianus
Limnonectes malesianus é uma espécie de anfíbio da família Ranidae.
Pode ser encontrada nos seguintes países: Indonésia, Malásia, Singapura e Tailândia.
Os seus habitats naturais são: florestas subtropicais ou tropicais húmidas de baixa altitude, rios, pântanos e plantações.
Está ameaçada por perda de habitat.